# شپلیتسدورف
شپلیتسدورف (به آلمانی: Splietsdorf) یک شهر در آلمان است که در فرپومرن-روگن واقع شده‌است. شپلیتسدورف ۵۶۲ نفر جمعیت دارد.